# Łukasz Paczyński
Łukasz Paczyński (ur. 14 czerwca 1979 w Strzelinie) – polski sportowiec, maszer (zawodnik sportów psich zaprzęgów), dwukrotny II wicemistrz świata w wyścigach psich zaprzęgów. Mieszka w Świeradowie-Zdroju, gdzie prowadzi farmę i bacówkę w Górach Izerskich. Znany z długoletniego zaangażowania w sporty zaprzęgowe oraz działalności na rzecz zwierząt.

## Życiorys
Związki Łukasza Paczyńskiego ze sportem rozpoczęły się już w szkole podstawowej, kiedy to nauczyciel WF-u, Michał Rutkowski, zachęcił go do treningów saneczkarstwa. Od tamtego momentu sport stał się integralną częścią jego życia. Sportowiec jest absolwentem Zespołu Szkół Ekonomiczno-Technicznych w Rakowicach Wielkich. Jak sam wspomina, nauka w tej szkole była ważnym etapem jego rozwoju, w którym zdobył wiedzę i doświadczenie niezbędne do pracy ze zwierzętami. Z miłości do zwierząt oraz pasji do aktywności fizycznej, Łukasz Paczyński zajął się wyścigami psich zaprzęgów. Uprawia ten sport od początku lat 2000. Na swojej farmie posiada około 40 psów zaprzęgowych. Jego życiowe motto brzmi: „Możecie mi zabrać wszystko, dajcie mi tylko psy i śnieg.”. Marzeniem zawodnika jest występ na igrzyskach olimpijskich.

## Kariera sportowa
Paczyński od wielu lat startuje w zawodach krajowych i międzynarodowych. W swojej karierze odniósł liczne sukcesy:
- 2009:  Mistrz Polski w klasie D,
- 2009:  Puchar Polski w klasie C1,
- 2009:  Mistrz Polski w klasie SC1,
- 2009:  Wicemistrz Polski w klasie C1,
- 2009: VIII miejsce w Mistrzostwach Europy (klasa SC1),

- 2010:  III miejsce na Mistrzostwach Świata w Oberwiesenthal w klasie D1 (II wicemistrz świata),
- 2010: VII miejsce na Mistrzostwach Europy (klasa 4R),
- 2010:  Puchar Polski w klasie C1,
- 2010:  Puchar Polski w klasie SC1,
- 2023:  III miejsce i tytuł II wicemistrza świata podczas Mistrzostw Świata IFSS w Åsarnie (Szwecja), w klasie MID 12 psów (3 etapy po 41 km każdy)[4].

## Konflikt z DIOZ
W 2024 roku, Łukasz Paczyński znalazł się w centrum kontrowersji związanej z Dolnośląskim Inspektoratem Ochrony Zwierząt (DIOZ). Organizacja ta odebrała mu jednego z psów, oskarżając o znęcanie się. Paczyński utrzymywał, że pies był w trakcienowotworu i odpowiednio leczony. Twierdził również, że działania organizacji miały na celu medialny rozgłos i zbiórkę pieniędzy (szacunkowo zebrano 120 tys. zł na tego psa). Paczyński złożył zawiadomienie do prokuratury, a sprawę objęło śledztwo prowadzone przez CBŚP i Prokuraturę Okręgową w Świdnicy. Jego przypadek przyczynił się do rozszerzenia postępowania wobec DIOZ o zarzuty dotyczące m.in. nielegalnych interwencji i oszustw przy zbiórkach.